# Vuelo 9525 de Germanwings
El vuelo 9525 de Germanwings (4U9525/GWI9525) del 24 de marzo de 2015 fue un vuelo internacional regular de pasajeros operado por un avión Airbus A320-211. Partió del aeropuerto de Barcelona-El Prat a las 10:01 (CET) hacia el aeropuerto Internacional de Düsseldorf con 144 pasajeros, dos pilotos y otros cuatro miembros de la tripulación. El primer oficial (copiloto) estrelló el avión para suicidarse en el macizo de Estrop, en los Alpes franceses de Provenza, cerca de la localidad de Barcelonnette, matando además a las otras 149 personas a bordo. Se trata de la peor catástrofe de la aviación europea en la década del 2010 y el primer siniestro de una línea de bajo costo en la Unión Europea. Las autoridades francesas y alemanas, y un portavoz de Germanwings, indicaron que la caída de la aeronave fue provocada deliberadamente por el copiloto.

## Aeronave
La aeronave siniestrada era un Airbus A320-211, registrado como D-AIPX, que realizó su primer vuelo para Lufthansa el 29 de noviembre de 1990. Fue entregado a Germanwings en 2003, devuelto a Lufthansa en 2004 y reentregado a Germanwings el 31 de enero de 2014. La aeronave tenía 24 años y 4 meses. Medía 34,1 metros de envergadura, 37, 6 metros de largo y 11,8 metros de alto.

## Incidente

Trayectoria de vuelo.

El avión, que había despegado a las 10:01 horas del aeropuerto de Barcelona-El Prat, desapareció de los radares a las 10:39, cuando se encontraba a una altitud de 2000 metros sobre el departamento de Alpes de Alta Provenza, en la región de Provenza-Alpes-Costa Azul. Los datos de telemetría indicaron que, antes de desaparecer del radar, el A320 habría comenzado a caer a las 10:31 y habría perdido unos 4000 metros de altitud en cuatro minutos. En un principio se pensaba que los pilotos habían emitido una señal de emergencia a las 10:47, cuando el avión se encontraba a una altitud de 1500 pies y en una situación anormal, pero en realidad fue enviada por los controladores. En palabras del presidente de la República Francesa, François Hollande, las condiciones del siniestro sugerían que no habría superviventes. Hollande también declaró inicialmente que el avión llevaba pasajeros alemanes, españoles y turcos, sin especificar si había más víctimas de otras nacionalidades.
La principal hipótesis de la causa de la caída de la aeronave es que el copiloto Andreas Lubitz provocó que se estrellara deliberadamente. La grabación de una de las cajas negras del Airbus destruido permite comprobar que Lubitz activó el cierre de la puerta de la cabina de mando e inició el descenso del avión en forma deliberada sobre las montañas. Su respiración en el momento del descenso era normal y desoyó las indicaciones del capitán de abrir la puerta, incluso cuando este último intentó derribarla con un hacha para recuperar el control de la aeronave.

## Pasajeros y tripulación
| País                                    | N.º |
| --------------------------------------- | --- |
| Alemania                                | 70  |
| España                                  | 50  |
| Argentina                               | 3   |
| Estados Unidos                          | 3   |
| Kazajistán                              | 3   |
| Reino Unido                             | 3   |
| Australia                               | 2   |
| Bosnia y Herzegovina                    | 2   |
| Colombia                                | 2   |
| Irán                                    | 2   |
| Japón                                   | 2   |
| Marruecos                               | 2   |
| México                                  | 2   |
| Venezuela                               | 2   |
| Bélgica                                 | 1   |
| Chile                                   | 1   |
| Dinamarca                               | 1   |
| Israel                                  | 1   |
| Países Bajos                            | 1   |
| Polonia                                 | 1   |
| Turquía                                 | 1   |
| Número total de víctimas                | 150 |
| Número de víctimas con doble ciudadanía | 4   |

Se informó al principio que la mayoría de los pasajeros eran alemanes, pero el Gobierno español anunció más tarde que había 35 españoles y, posiblemente, algunos pasajeros turcos a bordo. Germanwings declaró que 67 ciudadanos alemanes podrían haber estado a bordo, entre ellos dieciséis estudiantes y dos profesores del colegio Joseph-König-Gymnasium, de Haltern, en camino a su hogar luego de estar de intercambio con familias del Instituto Giola, en Llinars del Vallés (Barcelona). Hubo por lo menos una víctima belga, de acuerdo con el vice primer ministro de Bélgica, Didier Reynders; dos colombianos, dos venezolanos, dos mexicanos, tres argentinos, dos australianos, dos marroquíes, un danés, un israelí, un neerlandés y una chilena, según informó el embajador de Chile en Francia, Patricio Hales.
Los informes iniciales sugirieron que había 146 personas a bordo, pero los informes posteriores han confirmado que había 144 pasajeros y seis miembros de la tripulación. Dos bebés españoles estaban a bordo. Un representante de Germanwings anunció que el piloto, Patrick Sondenheimer, tenía diez años de experiencia de vuelo con Germanwings y Lufthansa.
Entre las víctimas del accidente se encontraban dos cantantes del Liceu de Barcelona, concretamente el barítono Oleg Bryjak, originario de Kazajistán, y la contralto alemana Maria Radner; ambos eran parte del segundo reparto de la ópera Sigfrido, de Richard Wagner, la cual acababan de interpretar el fin de semana antes del accidente. Por ello el Gran Teatre del Liceu colocó las banderas a media asta como señal de duelo, mientras que los trabajadores del teatro se concentraron a las afueras del recinto, guardando dos minutos de silencio para recordar a los dos cantantes.
El número de víctimas pudo haber sido mayor porque 29 integrantes del Dalkurd FF, un equipo de fútbol sueco, habían previsto tomar ese avión para regresar a su país. Sin embargo, pensaron que la escala en Düsseldorf era demasiado larga y cambiaron los vuelos cuando ya estaban en El Prat.

## Reacciones
- Alemania: La canciller alemana, Angela Merkel, anunció un viaje al lugar del siniestro en los días siguientes y señaló lo lamentable que era para Alemania, Francia y España.[53]
- Francia: El primer ministro francés, Manuel Valls, envió al ministro del Interior, Bernard Cazeneuve, al lugar del siniestro y puso en marcha una célula de crisis ministerial de coordinación.[39]
- España: El rey Felipe VI, que se encontraba en París en visita oficial en el momento de la catástrofe, anunció su decisión de suspender la visita diplomática y regresar a España, después de conversar con el presidente Hollande y el presidente del Gobierno español Mariano Rajoy.[16] El Gobierno español creó un gabinete de crisis y la ministra de Fomento, Ana Pastor, y el presidente de la Generalidad de Cataluña, Artur Mas, se desplazaron al lugar donde cayó la aeronave.[54]
- Bélgica: El primer ministro belga, Charles Michel, envió sus condolencias a las familias de las víctimas y ofreció en nombre de su Gobierno «toda la ayuda posible».[55]
- Chile: El canciller chileno, Heraldo Muñoz, tras confirmar la muerte de una ciudadana chilena en el vuelo, junto con ofrecer la ayuda para la repatriación del cuerpo, lamentó el trágico hecho y envió las condolencias a las familias de las víctimas.[56]
- Colombia: La canciller colombiana, María Ángela Holguín, expresó sus condolencias por la tragedia especialmente a España y Alemania, de donde eran gran parte de los pasajeros, y lamentó que en menos de una semana se produjese la muerte de otros colombianos después del atentado en Túnez.[57][58]
- Estados Unidos: El presidente estadounidense, Barack Obama, expresó sus condolencias manifestando que «nuestros pensamientos y oraciones se encuentran con nuestros amigos de Europa». Remarcó además que la noticia era especialmente desgarradora por la alta presencia de menores de edad entre las víctimas.[59]
- México: El gobierno de México, por medio de la Secretaría de Relaciones Exteriores (SRE), “lamentó profundamente” el desplome de la aeronave de Germanwings en el sur de Francia, que provenía de Barcelona con destino a Düsseldorf y confirmó dos pasajeras mexicanas a bordo del vuelo.[60]
- Venezuela: "El gobierno y el pueblo de la República Bolivariana de Venezuela expresan su consternación por el accidente aéreo ocurrido el martes 24 de marzo en los Alpes franceses", manifestó un comunicado de la cancillería de Venezuela.[61]

## Investigación

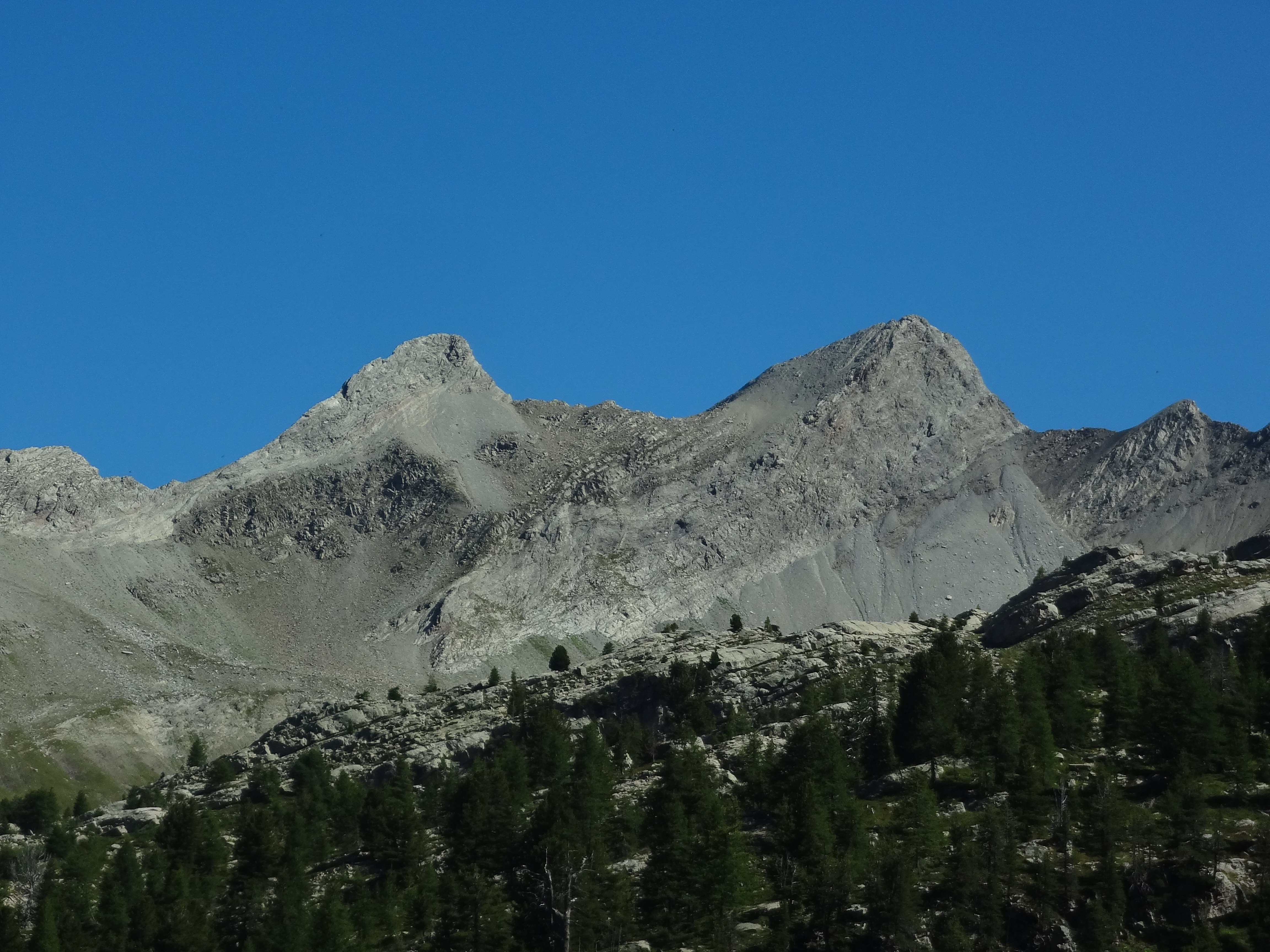
El Massif des Trois-Évêchés, donde se encuentra el lugar del accidente.

La Oficina de Investigación y Análisis para la Seguridad de la Aviación Civil (BEA en sus siglas en francés) abrió una investigación sobre el siniestro, junto con su homóloga la Bundesstelle für Flugunfalluntersuchung (BFU). El 24 de marzo, la BEA envió a siete investigadores al lugar donde cayó la aeronave, acompañados por representantes de Airbus y CFM International. En los primeros días de investigación se contó solamente con la caja negra que registraba el audio de cabina y comunicaciones entre el avión y la torre de control (CVR), mientras que la caja negra que registraba los datos de vuelo (FDR) fue encontrada casi dos semanas después del accidente, según informó la BEA.

### Andreas Lubitz
Andreas Günter Lubitz (18 de diciembre de 1987 - Macizo de Estrop, 24 de marzo de 2015) fue un piloto de aviación alemán al que se le atribuye la autoría del asesinato en masa según las pruebas recabadas, que atestiguan que habría sido planeado de una forma fría y calculadora por una persona con rasgos psicopáticos.
Tenía ciertos problemas mentales que tenía bien guardados, los cuales nunca mencionó a Germanwings. De acuerdo con la investigación, se concluyó que, volando en circunstancias normales (sin condiciones meteorológicas adversas y sin problemas mecánicos), el comandante dejó a cargo del vuelo al copiloto Andreas Lubitz mientras salía al servicio por unos momentos, y estando solo en la cabina, este bajó la altitud y aumentó la velocidad del aparato hasta estrellar intencionadamente el avión contra los Alpes franceses, habiendo cerrado la puerta de acceso a la cabina donde el piloto intentó volver a entrar sin éxito.
Lubitz obtuvo su licencia de vuelo a mediados de 2010 y habría tenido que renovarla en pocos meses. Esto implicó, entre otras cosas, un examen médico. Fue contratado por la compañía aérea Germanwings en 2013. Tras unos meses como auxiliar de vuelo, comenzó a trabajar como copiloto de Germanwings en septiembre de 2013. Tenía 630 horas de vuelo, la mayor parte de ellas en aparatos Airbus.
Padecía miodesopsias severas, una alteración ocular que afecta sobre todo en superficies claras, como el cielo. También provoca problemas visuales asociados como ceguera nocturna, halos y fotofobia. Visitó a la nada desdeñable cifra de cuarenta y seis especialistas, de los cuales muchos eran oftalmólogos, que ignoraron o no encontraron solución a su problema, lo que pudo acrecentar sus trastornos psicológicos. Ninguno de los médicos percibió tendencias suicidas en el paciente. Informó a sus padres y novia de su problema ocular, pero en ningún momento les comentó el padecimiento de problemas psiquiátricos.
Había pasado todo el entrenamiento de vuelo y la evaluación psicológica, aunque tenía antecedentes de tendencias suicidas. Por otro lado, Lubitz presentaba problemas de visión y estrés laboral. En 2010 la Administración Federal de Aviación le denegó la licencia por cuestiones relacionadas con su aptitud mental. Su expareja afirmó que Lubitz le había dicho: 

«Un día, voy a hacer algo que cambiará todo el sistema y así todos van a saber mi nombre y recordarlo».
-Andreas Lubitz

Según fuentes, había roto un certificado médico según el cual debía estar de baja el día del suceso.[cita requerida]
La fiscalía de Düsseldorf informó que el copiloto Lubitz estuvo hace años bajo tratamiento psicoterapéutico por sus tendencias suicidas. Los forenses identificaron los restos de Lubitz y trabajaron con ese material para intentar determinar si el joven había ingerido medicamentos en las horas previas al siniestro.[cita requerida] Además, los investigadores no encontraron las razones que llevaron al copiloto a estrellar el avión con 150 personas en vuelo, cuando el piloto lo dejó a cargo de la cabina para ir al baño. Otras fuentes han apuntado tendencias narcisistas en Lubitz.
En los días posteriores a la tragedia se supo que Lubitz iba a tener un hijo con su novia Kathrin Goldbach. Esto se lo confesó Kathrin a conocidos suyos, momentos después del incidente del 24 de marzo. Asimismo, advirtió que Lubitz «era cada vez más obsesivo y controlador» con ella. Los dos estaban comprometidos y tenían planes para casarse después de casi diez años de relación, pero cuando su novia le dejó, posiblemente él sufriera un choque emocional que le incitara al suicidio.
En el año 2015 la Fiscalía, en el transcurso de la investigación, descubrió que el copiloto estaba en quiebra. En un Tribunal del distrito de Montabaur, en Renania-Palatinado, los agentes encontraron un proceso de insolvencia a su nombre.

## Filmografía
Este accidente fue presentado en el programa de televisión canadiense Mayday: catástrofes aéreas, titulado en Asesinato en el aire; también fue presentado en Mayday: Informe Especial, titulado como ¿Asesino en cabina?, transmitidos en National Geographic Channel.